# Zdeszláv
Zdeszláv horvát fejedelem (horvátul: Zdeslav) (? – 879, uralk. 864?, 878–879), a tengerparti Horvát Fejedelemség uralkodója. I. Trpimir fejedelem fia volt. Apja halála után lehetséges, hogy ő követte a fejedelmi trónon, ám uralkodása nem lehetett hosszú idejű, mert még ebben az évben Domagoj elűzte Zdeszlávot, valamint két testvérét Muncimirt és Petart Bizáncba. Domagoj halálát követően, 876-ban valószínűleg annak fia örökölte a fejedelemséget, akit később Andrea Dandolo krónikája Iljko néven jegyzett fel, ám a mai kutatás szerint ez a név csak Dandolo által alkotott uralkodónév volt. Domagoj ismeretlen nevű fiát Zdeszláv 878-ban elűzte a trónról bizánci segítséggel. Rövid uralkodása során alávetette magát a bizánci császár hatalmának, azonban így sem tudta megőrizni a trónt. 879-ben Domagoj másik fia Branimir fellázadt ellene és megölte.